# Contea di Geumsan
La contea di Geumsan (Geumsan-gun; 금산군; 錦山郡) è una delle suddivisioni della provincia sudcoreana del Sud Chungcheong.